# César et les Romains
César et les Romains waren in den 1960er Jahren eine Yéyé-Band aus Québec.

## Geschichte
Die Band formierte sich unter dem Namen Questions und bestand aus dem Sänger Dino „César“ L’Espérance, dem Gitarristen Daniel Lachance, dem Bassisten Maurice Bélanger, dem Keyboarder Donald Seward und dem Schlagzeuger Jacques Moisan. Maurice Bélanger schied 1966 aus der Gruppe aus, ihm folgte als Bassist Pierre Sidor. 

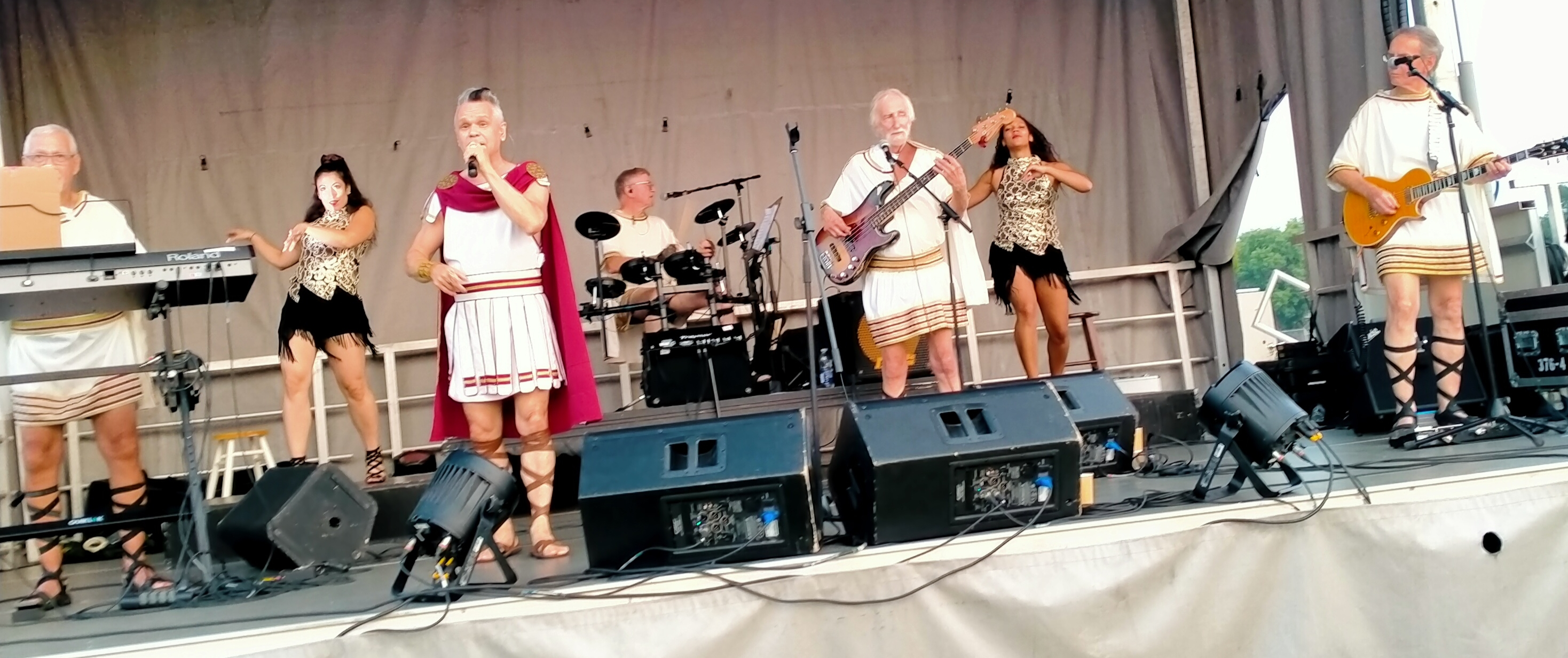
César et les romains (2021).

Nachdem sie zunächst als Unterhaltungsmusiker in Hotels auftraten, versuchten sie 1965 an den Erfolg anderer Bands des Genres anzuknüpfen, wofür sie sich umbenannten und dem Geschmack der Zeit entsprechend in fantasievollen, zum Namen passenden Kostümen auftraten. Mit den Bobby-Darin-Cover Splish Splash und Toi et moi landeten sie zwei Hits, mit denen sie zu Fernsehauftritten eingeladen wurden und damit landesweit bekannt wurden. Mit Ce qu’elle volait erreichten sie 1967 Platz 14 der vom Musikmagazin RPM ermittelten kanadischen Charts. Im Frühjahr 1967 waren sie es leid, als antike Römer verkleidet aufzutreten. Sie verbrannten bei einem Konzert ihre Kostüme auf der Bühne und spielten danach unkostümiert. Sie versuchten in diesem Jahr, auf dem US-amerikanischen Markt Fuß zu fassen. Nachdem dies misslang, lösten César et les Romains sich 1968 auf.
Im Rahmen der Kompilation Le Retour des Groupes taten sich Dino L’Espérance, Donald Seward und Pierre Sidor wieder zusammen, um ein Lied beizusteuern. 1994 erfolgte die Wiedervereinigung der Band, um ihre alten Hits für das Album Je me souviens neu einzuspielen.

## Diskografie
- 1965: César Et Les Romains
- 1966: XII x V
- 1966: César et les Romains chantant pour les jeunes
- 1967: Le jour de dernier jour
- 1968: Mirage
- 1968: Dalila (Best of)
- 1968: Les disques d’or de César et Les Romains (Best of)
- 1969: La chanson du pina colada
- 1969: Mammy Blue (Best of)
- 1974: 21 disques d’or (Best of)
- 1978: Rock n’ Roll (Best of)
- 1994: Je me souviens
- 2001: pop rock (best of)